# 刘学尧
刘学尧（1922年2月28日—2020年8月31日），黑龙江哈尔滨人，中国电影美术师，任职于东北电影制片厂、长春电影制片厂。参与了《桥》、《上甘岭》、《边寨烽火》、《窦娥冤》、《火焰山》、《直奉大战》、《少帅春秋》、《长夜春晓》等30多部影视作品的美术设计。2013年获中国电影金鸡奖终身成就奖。

## 生平
他原籍山东安丘，1922年2月28日生于黑龙江哈尔滨，1948年开始，他成为东北电影制片厂的美术师，参加了《桥》的美术工作。2013年他获得中国电影金鸡奖终身成就奖，评委会的评语是“真作假时假亦真，遍留丹青映画深”。2020年8月31日晚，他在长春去世。